# Zvonimir Mikulić
Zvonimir Mikulić (Osijek, 5 febbraio 1990) è un ex calciatore croato, di ruolo portiere.

## Palmarès

### Club

#### Competizioni nazionali
- Campionato moldavo: 3

Sheriff Tiraspol: 2017, 2018, 2019
- Coppa di Moldavia: 1

Sheriff Tiraspol: 2018-2019